# Schirgiswalde-Kirschau
Schirgiswalde-Kirschau (en sorabe : Šěrachow-Korzym) est une ville de Saxe (Allemagne), située dans l'arrondissement de Bautzen, dans le district de Dresde. Elle a été créée le 1er janvier 2011 par la fusion des anciennes communes autonomes de Schirgiswalde, Kirschau et Crostau.

## Personnalités liées à la ville
- Reiner Goldberg (1939-), chanteur d'opéra né à Crostau.